# World Games 2017/Teilnehmer (Malaysia)
| Gelbes Symbol für Goldmedaillen mit stilisierten Olympischen Ringen | Graues Symbol für Silbermedaillen mit stilisierten Olympischen Ringen | Braundes Symbol für Bronzemedaillen mit stilisierten Olympischen Ringen |
| ------------------------------------------------------------------- | --------------------------------------------------------------------- | ----------------------------------------------------------------------- |
| —                                                                   | —                                                                     | 1                                                                       |

Malaysia nahm in Breslau an den World Games 2017 teil. Die Delegation bestand aus 6 Athleten und 2 Athletinnen.

## Teilnehmer nach Sportarten

### Feldbogenschießen
| Männer                  |               |     |    |                   |         |               |               |               |               |               |               |               |               |               |               |
| Juwaidi Mazuki          | Compoundbogen | 699 | 18 | Septimus Cilliers | 147:149 | ausgeschieden | ausgeschieden | ausgeschieden | ausgeschieden | ausgeschieden | ausgeschieden | ausgeschieden | ausgeschieden | ausgeschieden | ausgeschieden |
| Khambeswaran Mohanaraja | Compoundbogen | 682 | 23 | Roberto Hernadez  | 136:146 | ausgeschieden | ausgeschieden | ausgeschieden | ausgeschieden | ausgeschieden | ausgeschieden | ausgeschieden | ausgeschieden | ausgeschieden | ausgeschieden |

### Muay Thai
| Männer              |       |                    |                      |               |               |               |               |               |               |               |               |               |               |
| Kamarrudin Ain Bin  | 57 kg | Kostiantyn Trishyn | Gewinn bei Walk Over | ausgeschieden | ausgeschieden | ausgeschieden | ausgeschieden | ausgeschieden | ausgeschieden | ausgeschieden | ausgeschieden | ausgeschieden | ausgeschieden |
| Jaakub Mohd Ali Bin | 54 kg | Deokjae Yoon       | Gewinn bei Walk Over | ausgeschieden | ausgeschieden | ausgeschieden | ausgeschieden | ausgeschieden | ausgeschieden | ausgeschieden | ausgeschieden | ausgeschieden | ausgeschieden |

### Squash
| Frauen               |                 |     |                        |     |               |               |               |               |                |               |               |               |               |               |
| Rachel Arnold        | Anna Serme      | 3:1 | Millie Tomlinson       | 2:3 | ausgeschieden | ausgeschieden | ausgeschieden | ausgeschieden | ausgeschieden  | ausgeschieden | ausgeschieden | ausgeschieden | ausgeschieden | ausgeschieden |
| Nicol David          | Irina Beljajewa | 3:0 | Samantha Terán         | 3:0 | Nele Gilis    | 3:0           | Joey Chan     | 2:3           | Fiona Moverley | 3:0           | Bronze        |               |               |               |
| Männer               |                 |     |                        |     |               |               |               |               |                |               |               |               |               |               |
| Mohd Nafiizwan Adnan | -               | -   | Diego Elías            | 1:3 | ausgeschieden | ausgeschieden | ausgeschieden | ausgeschieden | ausgeschieden  | ausgeschieden | ausgeschieden | ausgeschieden | ausgeschieden | ausgeschieden |
| Ivan Yuen            | Matias Tuomi    | 3:0 | Miguel Ángel Rodríguez | 1:3 | ausgeschieden | ausgeschieden | ausgeschieden | ausgeschieden | ausgeschieden  | ausgeschieden | ausgeschieden | ausgeschieden | ausgeschieden | ausgeschieden |